# Air Mobility Initiative
Die Air Mobility Initiative ist eine Initiative von Airbus und 29 Partnern für den zukünftigen städtischen Luftverkehr (Urban Air Mobility).

## Geschichte
Die Bundesrepublik fördert die Initiative mit 24 Mio. Euro, Bayern mit 17 Mio. Zusammen mit Eigenmitteln der Industrie steht die Gesamtsumme von 86 Mio. Euro zur Verfügung. Führende Unternehmen, Forschungseinrichtungen und Hochschulen, Organisationen und Kommunen schlossen sich zur Air Mobility Initiative (AMI) zusammen, um die Entwicklung des elektrischen Luftverkehrs zu fördern. Zu den Partnern gehören unter anderem Airbus, die Deutsche Flugsicherung, Diehl Aerospace, der Flughafen Nürnberg, die Deutsche Bahn, Droniq, der Flughafen München, die Deutsche Telekom, die Universität Stuttgart und die Stadt Ingolstadt.

## Umsetzung
Die Initiative umfasst die Bereiche
- elektrisches Luftfahrzeug, eVTOL
- Luftverkehrsmanagement UTM
- Vertiport (Infrastruktur am Boden)

Das eVTOL-Fluggerät CityAirbus NextGen wird von Airbus zusammen mit Diehl Aerospace, der Universität Stuttgart und Partnern entwickelt. Es ist geplant, bis 2023[veraltet] den Erstflug eines Prototyps zu erreichen, und die Zertifizierung ab 2025 einzuleiten. Der elektrische Luftverkehr soll den Nahverkehr in urbanen Gebieten erweitern. Im Forschungsteil der Initiative simuliert das Institut für Flugmechanik und Flugregelung (iFR) der Universität Stuttgart die Flugbewegungen mit Hilfe eines Seilroboters. Mit Probanden werden Messdaten erzeugt.
Damit soll untersucht werden, welche Turbulenzen durch hohe Gebäude und lange Straßenschluchten verursacht werden und ob niederfrequente Flugbewegungen zu Kinetose (Reisekrankheit) führen, vergleichbar mit der Seekrankheit.